# Michel Marvaud-Baudet

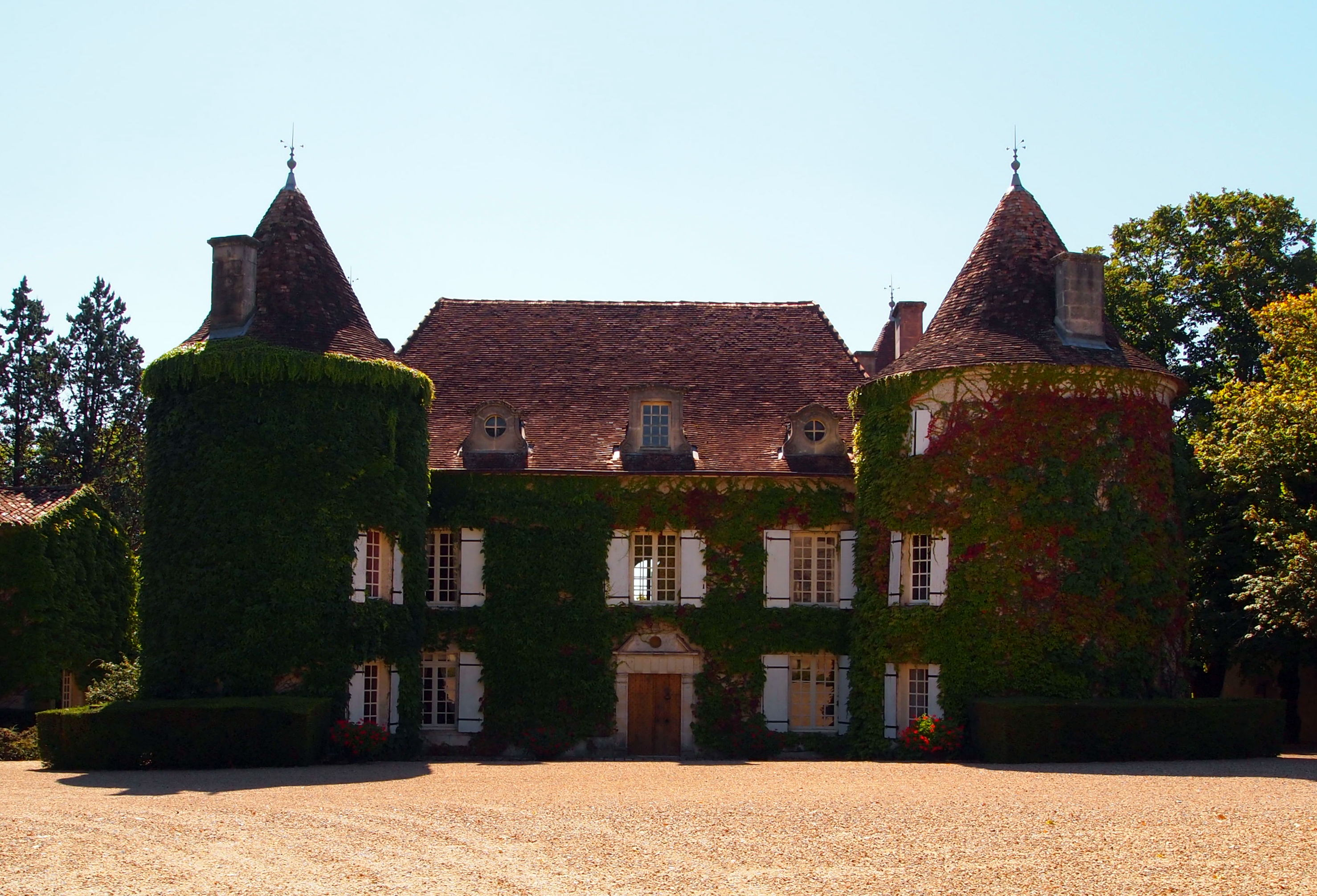
Château de Mérignac, ancienne propriété de Michel Marvaud-Baudet

Michel Marvaud-Baudet est un homme politique français né le 23 juillet 1743 à Échallat (Charente) et mort le 6 juillet 1820, à Mérignac (Charente). Il fut un des grands notables du département de la Charente, sous le Premier Empire.
Propriétaire du château de Mérignac, commissaire du directoire exécutif du département de la Charente, il est élu  député au Conseil des Cinq-Cents,le 24 germinal an VI.

## Biographie
Michel, était le fils de Charles Baudet, sieur de Marvaud, avocat en parlement, lieutenant des Eaux et Forêts, et de Marguerite Castaigne. Michel changea son nom de famille, Baudet de Marvaud, en Marvaud-Baudet.
Comme son père, il fit carrière dans l'administration des Eaux et Forêts. En avril 1788, lors du dernier changement intervenu dans la municipalité d'Angoulême sous l'ancien régime, sur proposition du Maire Marchais de la Berge, il a été admis dans le corps de ville comme premier assesseur, nomination faite par le comte d'Artois. En juillet 1790, il fut élu administrateur puis membre du directoire du district de Cognac. Il démissionnera   en 1791, quand il sera nommé administrateur du département. En décembre 1792, il entre au directoire du département, venant du conseil général. Vice-président, il doit souvent remplacer le président, Dumas-Champvallier, absent. À partir du 14 mars 1793, sous l'effet de l’insurrection vendéenne, Angoulême, la Charente et les départements voisins vont connaître  tension et activités pendant  des semaines. Il faut travailler à lever volontaires, armes et munitions et les diriger sur Niort et les Deux-Sèvres. Le danger vendéen ayant reculé, Marvaud est envoyé en mission à Paris avec Desprez pour étudier l'esprit de la capitale après le 2 juin.

### Maire d'Angoulême
En septembre octobre 1793, lors d'une profonde réorganisation des autorités départementales, Marvaud, par arrêté du représentant Harmand, est nommé maire d'Angoulême.
Le 22 octobre 1793, Marvaud, dont c'est la première séance en tant que maire a prononcé un discours où se trouve cette phase : «Citoyens, frères et amis la fortune est l’apanage des sots».
C'est  le moment le plus difficile de sa vie publique, la terreur bat son plein et la municipalité subit la loi de la société populaire. À partir de novembre 1793, on remarque les absences prolongées du maire, comme s'il n'approuvait plus la politique du moment. En février 1794, il réapparaît et se montre de nouveau actif. Le représentant Romme, de passage a Angoulême en mars 1794, confirme le maire dans sa fonction en lui donnant publiquement l'accolade. Après le 9 thermidor les choses ne changent guère dans la ville ; les révolutionnaires surveillent toujours les autorités, et en octobre Marvaud se voit  refuser un congé de huit jours pour aller surveiller ses récoltes à Mérignac. En mai 1795, c'est la réaction thermidorienne en Charente ; le représentant Pénières nomme une nouvelle municipalité, spécifiant qu'il ne s'agit nullement d'une condamnation de l'ancienne. Ainsi prend fin une administration de vingt mois dans la période révolutionnaire la plus tendue. Les mesures principales ont concerné les subsistances, pour éviter la disette et pourvoir aux besoins des plus pauvres, l'armement de citoyens, les réquisitions, l'ouverture de l'école centrale du département dans l'ancien collège de Beaulieu.
Michel Marvaud rejoint son administration d'origine pour quelques mois seulement, car en octobre 1795, il est le premier élu de l'administration municipale, et installé avec le titre de président puisque celui de maire a disparu. En avril 1796 il devient commissaire exécutif près de l'administration départementale, fonction qu'il exerce pendant deux ans jusqu’à son élection en avril 1798 au conseil des Cinq-cents, avec une interruption insolite et inexpliquée de dix jours en mars 1797 où il est révoqué puis réintégré. Le changement du 18 fructidor an V ne le touche pas, mais comme au temps de sa magistrature municipale, on constate une longue absence du commissaire du directoire entre mars et novembre 1797, où il revient définitivement pour occuper son poste. Les raisons de santé ne suffisent pas ; peut-être l'absence et le silence sont-ils chez lui les moyens de désapprouver la politique du moment, la dérive droitière et royaliste consécutive aux élections de germinal An V, brutalement arrêtée au 18 fructidor.
Du fait de la fonction qu'il remplit, il laisse de l'an IV à l'an VI une abondante correspondance adressée au ministère de l'intérieur. Il suscite des appréciations divergentes "on est d'accord sur son patriotisme, qui n'est pas sans équivoque, mais on varie sur ses talents"  
À partir du coup d'État du 18 Brumaire il se retire partiellement de la vie politique, exerçant les charges de juge de paix du canton de Jarnac et de président du canton électoral de Jarnac de l'an XI à 1817 ; inscrit  sur la liste des soixante, et membre du collège électoral du département. Il vit sur sa propriété de Mérignac et, comme agriculteur, il est membre associé de la société d'agriculture.
On le trouve également percepteur de la commune de Mérignac, en 1803.
Michel Marvaud-Baudet, veuf de Marie Piet, décèdera, le 6 juillet 1820. Sa sépulture se trouve au cimetière de Mérignac. Il laissa deux filles dont Marguerite son héritière, qui épousa à Angoulême, le 3 juillet 1795 Louis Raynal-Rouby, ex-commissaire des guerres.
Le montant de sa fortune : 48 900 F en 1 820; 6 300 F en mobilier et 42 600 F pour le domaine de Mérignac.

## Discours
- Discours prononcé par Marvaud (de la Charente), sur la prise de Naples : séance du 19 pluviôse an 7.
- Discours prononcé par Marvaud, sur l'empressement des conscrits du département de la Charente à se réunir aux armées : séance du 13 frimaire an 7.
- Corps législatif. Conseil des Cinq-Cents. Discours prononcé par Marvaud (de la Charente), après la lecture du message du Directoire exécutif relatif aux dernières victoires remportées sur l'armée napolitaine. Séance du 12 nivôse an 7
- Opinion de Marvaud (de la Charente) contre le système des impôts sur les consommations, et notamment sur le sel. - ca 1799
- Opinion de Marvaud, membre de la députation de la Charente, sur la liberté de la presse : séance du 27 prairial an 7.

## Sources et bibliographie
(novembre 2018).
- « Michel Marvaud-Baudet », dans Adolphe Robert et Gaston Cougny, Dictionnaire des parlementaires français, Edgar Bourloton, 1889-1891 [détail de l’édition]
- Gérard Bachelier : Historique du château de Mérignac (Charente)
- Jean Jézéquel : Grands notables du premier Empire, volume 15 Charente, CNRS (1986)
- Dictionnaire biographique des Charentais, éditions du Croît-Vif, (2005), p. 878
- Jean Jézéquel : La Révolution française 1789-1799 à Angoulême, Projets éditions Poitiers (1988)
- Vincent Mercier : Journal des maires d'Angoulême 1790-1808. Édition Germa Angoulême (1989)
- MUSEFREM - Base de données prosopographique des musiciens d'Église en 1790 RAYNAL-ROUBY, Louis Joseph Bernard (1758-1825) http://philidor.cmbv.fr/ark:/13681/1hdkx5xyrvgnzebqi6j6/not-432471
- Abbé Gabriel Tricoire, Le château d'Ardenne et la seigneurie de Moulidars en Angoumois, La Rochelle 1890, p. 177
- André Audoin, « Un délit d'initié sous la révolution », Association Généalogique de la Charente (Bulletin AGC)